# Odulf Danecker
Odulf Danecker CanReg (* als Alfred Danecker am 16. Juni 1910 in Ried im Innkreis, Österreich; † 4. Mai 1980 in Reichersberg, Österreich) war ein österreichischer römisch-katholischer Ordenspriester und von 1963 bis 1980 Propst des Stiftes Reichersberg.

## Leben
Danecker wuchs als Sohn des Kirchenmalers Engelbert Danecker auf. Nach der Matura trat er am 27. August 1929 in das Noviziat des Stiftes Reichersberg ein, wo er den Ordensnamen Odulf erhielt, der an Odulf von Utrecht erinnert. Im Anschluss an seine einfachen Profess 1930 studierte er an der Theologischen Hauslehranstalt im Stift Sankt Florian. Am 28. August 1933 legte Danecker die feierliche Profess ab, am 6. April 1935 empfing er in der Stiftskirche von Sankt Florian die Priesterweihe. Sodann wirkte er in der Pfarrseelsorge seines Stiftes als Kaplan von Edlitz (1935–1937) und ab 1938 bis Ende des Zweiten Weltkriegs in Pitten. Von 1937 bis 1938 war er Novizenmeister.
Als sein unmittelbarer Vorgesetzter Floridus Buttinger, der Pfarrer von Pitten, am 30. Juli 1946 zum Propst von Reichersberg gewählt wurde, kehrte Danecker mit ihm als Stiftsdechant ins Kloster zurück, wo er zudem das Amt des Rentmeisters (bis 1958) innehatte. Wegen der abnehmenden Gesundheit Buttingers 1962 bereits zum Administrator bestellt, wählte der Konvent von Stift Reichersberg Odulf Danecker am 10. September 1963 zu ihrem Propst. 1966 wählte die Kongregation der österreichischen Augustiner-Chorherren Danecker zum beisitzenden Visitator. In seiner Amtszeit bemühte sich Danecker um eine Symbiose von Glaube, Wissenschaft, Religion und Kultur. Zu diesem Zweck ließ er das Bildungszentrum von Stift Reichersberg errichten.
Danecker starb nach einem Herzinfarkt am 4. Mai 1980. Er wurde in der Prälatengruft der Stiftskirche bestattet.

## Auszeichnungen
- Goldenes Ehrenzeichen des Landes Oberösterreich[2]